# Неизречено (књига)
Неизречено : како се тело ослобађа трауме и враћа у благостање (енгл. In an unspoken voice : how the body releases trauma and restores goodness) је књига за самопомоћ америчког терапеута Питера А. Левина (енгл. Peter A. Levine) објављена 2010. године. Аутор предговора је Габор Мате. Издавачка кућа Арете објавила је књигу на српски језик 2024. године у преводу Јасне Димитријевић.

## О књизи
Књига Неизречено предтавља врхунац рада и истраживања Питера А. Левина, његово најсвеобухватније дело, у коме се ослања на своје широко искуство као клиничар, студент упоредних истраживања мозга, научник за стрес и оштар посматрач натуралистичког животињског света како би објаснио природу и трансформацију трауме у телу, мозгу и психи. Књига се заснива на идеји да траума није ни болест ни поремећај, већ повреда узрокована страхом, беспомоћношћу и губитком која се може излечити ангажовањем наше урођене способности да саморегулишемо висока стања узбуђења и интензивних емоција. Обогаћена кохерентним теоријским оквиром и убедљивим примерима случајева, књига спаја најновија открића из биологије, неуронауке и телесно оријентисане психотерапије како би показала да када спојимо животињски инстинкт и разум, можемо постати целовитија људска бића.
Књига је настала као резултат целоживотног истраживања природе стреса и трауме, као и пионирског терапеутског рада. Предтавља ауторову најинтимнију и најпоетичнију књигу, која највише говори о његовом искуству као човека и као исцелитеља. Она је његово научно најутемељеније и најерудитивније дело.
Габор Мате у предговору пише: Питерова запањујућа свесност и пажња којом уочава нијансе детаља док посматра и описује „одмрзавање” својих клијената у самом је срцу његовог учења, као и његове технике за вођење процеса. Читајући овај рукопис остао сам задивљен колико сам често доживљавао „аха” моменат док сам се присећао сопствених запажања у раду са трауматизованим људима, често зависницима. Сада та запажања могу да разумем и интерпретирам на нов начин – и то не само своје клиничке закључке, већ и лично искуство. А то је, како Питер уочава, важно за терапеутово усклађивање са пацијентом, како би његово или њено искуство послужило као кључно светло које води процес исцељења добрим путем.„Траума је животна чињеница”, пише Левин. „Међутим, она не мора да буде доживотна робија.” Наше спасење лежи у нашој патњи. Како показује Левин, исти психофизиолошки системи који управљају трауматичним стањем такође посредују у суштинским осећањима благостања и припадања.
Књига је намењена терапеутима, стручњацима за ментално здравље, као и свима онима који желе да продубе своје разумевање траума и начина на који оне утичу на тело и ум. Нуди практичне савете, дубоке увиде и технике које могу користити како професионалци, тако и појединци у потрази за личним развојем.